# Staub (Spyra)

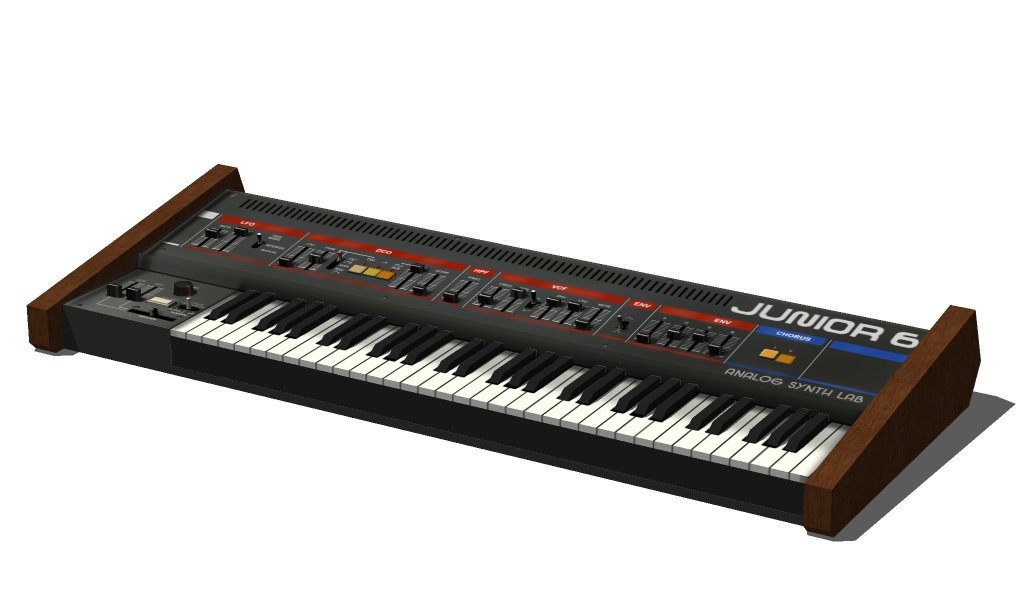
Juno-6

Staub is het zestiende muziekalbum van de Duitse Wolfram Spyra, onder zijn artiestennaam Spyra. Het album bevat elektronische muziek in de stijl van de Berlijnse School voor elektronische muziek, dat wil zeggen met regelmatig terugkerende sequencers. Spyra keerde na een wereldreis terug naar de analoge en verre van perfecte synthesizer Roland Juno-6 uit 1982. Dit had direct invloed op de klank, het album klinkt als een studioalbum opgenomen in begin jaren tachtig van de 20e eeuw. De muziek klinkt als die van stijlgenoot Redshift, die ook veelvuldig gebruik maakt van analoge synthesizers. Het werd ook vergeleken met het vroege werk van Tangerine Dream. Hij werkte drie jaar aan Staub (Nederlands: Stof), dat grotendeels ’s nachts is opgenomen.

## Musici
- Wolfgang Spyra – synthesizers, elektronica

## Muziek
| Nr. | Titel     | Duur  |
| --- | --------- | ----- |
| 1.  | Dusk      | 6:54  |
| 2.  | Staub     | 9:22  |
| 3.  | Glacier   | 7:50  |
| 4.  | Etude     | 6:09  |
| 5.  | Ecce homo | 12:17 |
| 6.  | Flur      | 7:21  |